# Christian Longo
Christian Michael Longo (Michigan, 23 gennaio 1974) è un criminale statunitense attualmente detenuto nel braccio della morte dell'Oregon State Penitentiary per aver ucciso la moglie e i tre figli.

## Biografia
Originario di Ypsilanti Township, in Michigan, Longo sposò Mary Jane Baker a 19 anni e la coppia ha avuto 3 figli. Longo e la sua famiglia ebbero spesso difficoltà finanziarie a causa delle sue sconsiderate abitudini di spesa.

## Omicidi
I Longo erano una famiglia del ceto medio che risiedeva a Waldport, nell'Oregon. Christian era impiegato presso uno Starbucks locale, mentre Mary Jane era una madre a tempo pieno. Mary Jane era un membro dei Testimoni di Geova e membro attivo della sua chiesa. A detta di tutti, i due dedicavano molto tempo a crescere i loro tre figli piccoli. Si sposarono nel 1993; al momento degli omicidi, la coppia era sposata da otto anni e nel tempo libero amavano la vela e i puzzle.
Il 17 dicembre 2001, un collega riconobbe un disegno di un ragazzo ritrovato a Lint Slough.  Un vicino riferì di aver visto la sua Dodge Grand Caravan del 1999 parcheggiata nel vialetto fuori della casa.  Quando vicini e amici si accorsero che tutti e cinque i Longo erano scomparsi, iniziò una ricerca frenetica.
Il corpo di Zachary Longo, di quattro anni, fu ritrovato il 19 dicembre 2001 a Lint Slough. I subacquei localizzarono il corpo di Sadie, di tre anni, il 22 dicembre, a meno di un miglio dalla costa nell'Oceano Pacifico. La 27enne Mary Jane e la figlia Madison di due anni vennero ritrovate cinque giorni dopo. Mary Jane era stata infilata nuda in delle valigie trovate nell'acqua vicino a una rampa all'Embarcadero Marina il 27 dicembre 2001. Madison fu ritrovata dentro un'altra valigia lo stesso giorno, lasciata sullo stesso molo. Un'autopsia ha rivelato che Sadie e Zachary morirono per asfissia mentre Mary Jane Longo e Madison erano state strangolate. La polizia ha dichiarato che se il corpo di Zachary non fosse arrivato a riva, non avrebbero recuperato i corpi delle sue sorelle e della madre per altri 10-15 anni a causa della marea.
Dopo essere fuggito dagli Stati Uniti, Longo venne riconosciuto in un hotel a Cancún, in Messico, il 27 dicembre 2001. A quel tempo, Longo era ricercato in relazione all'omicidio della moglie e dei tre figli. Il giorno successivo, nella contea di Lincoln, Oregon, venne emesso un mandato di arresto federale dal Tribunale Distrettuale degli Stati Uniti per il distretto dell'Oregon per molteplici capi di imputazione, omicidio aggravato e unlawful flight, fuga per evitare la cattura, capo di imputazione secondo la legge statunitense. Longo fuggì dall'hotel il 7 gennaio 2002 e venne catturato sei giorni dopo senza incidenti nella piccola città di Tulum,  a circa 80 miglia a sud di Cancún. Venne preso in custodia dagli Stati Uniti all'aeroporto intercontinentale George Bush il 14 gennaio 2002.  È stato condannato a morte nel 2003.
Anni dopo, Longo ha ammesso di essere un narcisista in una lettera che ha scritto a una donna ottenuta da KATU-TV, una stazione televisiva con sede a Portland. Ha scritto che alla fine ha iniziato a "studiare ciò che uno psicologo ha detto che ero e me ne sono fatto una ragione, concordando quasi totalmente sul fatto che aveva ragione ... la sua conclusione è stata che soffro di disturbo narcisistico di personalità che ha definito 'compensativo' - fondamentalmente correlato all'egocentrismo."
Mentre era in Messico, Longo usò il nome di Michael Finkel, l'ex giornalista del New York Times che in seguito ha raccontato la sua esperienza nel libro True Story, che è stato adattato in un film del 2015 con James Franco nei panni di Longo e Jonah Hill nei panni di Finkel.
Longo è stato incarcerato nel braccio della morte dell'Oregon State Penitentiary. Il 13 dicembre 2022, la condanna a morte di Longo (insieme a tutti gli altri nel braccio della morte dell'Oregon) è stata commutata in ergastolo senza condizionale dal governatore Kate Brown.